# Finnország budapesti nagykövetsége
Finnország magyarországi nagykövetsége Budapesten található a XI. kerületben, a Kelenhegyi úton.

## A magyarországi finn nagykövetség

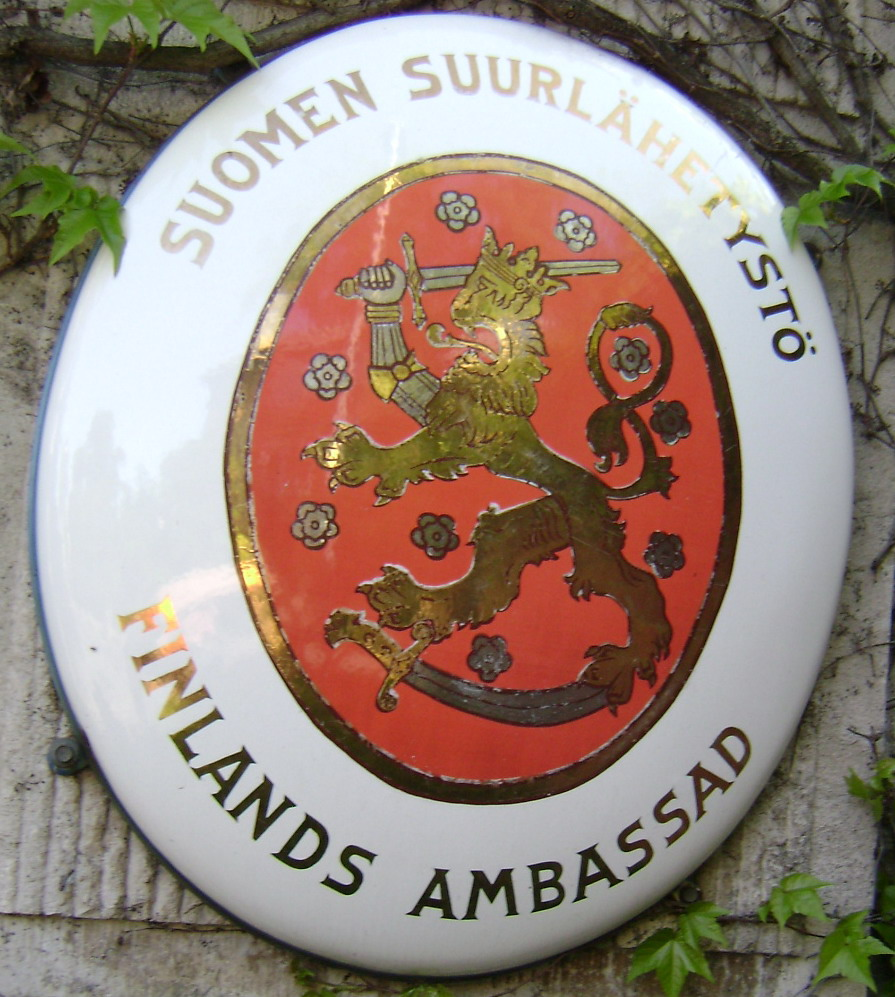
A finn címer a nagykövetségen

Az 1917-ben függetlenné vált Finnország 1920. szeptember 10-én ismerte el Magyarországot, de nagykövetet 1922-ig nem küldtek. Az első három követ a dániai Koppenhágába volt akkreditálva, onnan intézték a magyar ügyeket is. Az első követek közül Eemil Nestor Setälä finnugor nyelvész emelkedett ki. 1933-ban, Onni Talas megbízatása idején került szóba a budapesti nagykövetség megalapításának kérdése. Kezdetben a nagykövetség munkáját a Gellért szállóból intézték, majd 1934 márciusától a Wenckheim-villából. 1939 januárjában a finn állam megvásárolta az épületet. A téli háború idején a nagykövetségen számos önkéntes jelentkezett, hogy a szovjetek ellen harcoljon, szintúgy számos adomány gyűlt össze a háborús Finnország megsegítésére. Az önkéntesek közül – végül –  341 katona jutott el Finnországba. A második világháború utáni fegyverszüneti egyezmény 5. cikkelye folytán 1944. szeptember 20-án Finnország a németekkel szövetséges országokkal, így Magyarországgal is megszakította diplomáciai kapcsolatát. Az akkori nagykövet, Aarne Wuorimaa családjával 1944. október 14-én utazott el vonattal Bécsbe. A harcokban a nagykövetség épületét feldúlták és kirabolták. Az üresen álló házat egykori gondnoka, Tömör Ferenc az élete árán is védeni próbálta, ezért Tarja Halonen 2008. november 21-én posztumusz a finn szabadságkereszt gyászérmét adományozta neki, amit idegen állam polgára azelőtt még sosem kapott. A háború után csak 1949. október 3-án került sor újra a diplomáciai kapcsolatok felvételére. 1959 júniusában a két ország kulturális egyezményt kötött. A sérült, egykori székhelye helyett, ismét csak a Gellért Szállóban működött a nagykövetség, majd a Székács u. 29-ben bérelt helyiségeket. Kisebb költözések után, 1988 novemberében, az Ilmo Valjakka tervei alapján elkészült új épületet Pertti Paasio finn külügyminiszter 1989. április 14-én avatta fel.

## Finn követek és nagykövetek Magyarországon

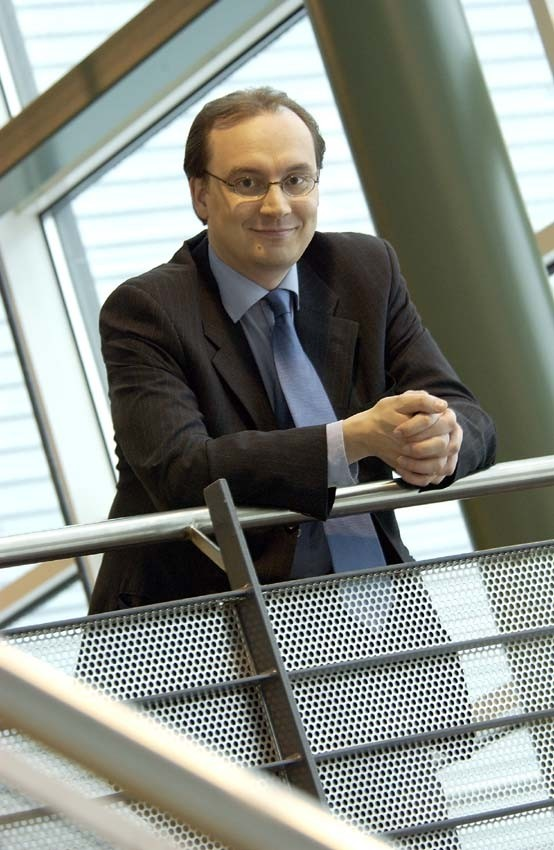
Jari Vilén, finn nagykövet 2007–2012

1. Karl Gustaf Idman, követ (Koppenhága) 1922–1927
2. Eemil Nestor Setälä, követ (Koppenhága) 1927–1930
3. Onni Talas, követ (Koppenhága) 1930–1934
4. Onni Talas, követ 1934–1940
5. Aarne Wuorimaa, követ 1940–1944
6. Uno Salomon Koistinen, ügyvivő 1950–1951
7. Lauri Hjelt, ügyvivő 1951–1957
8. Toivo Heikkilä, ügyvivő 1957–1960, nagykövet 1960–1963
9. Reino Palas, nagykövet 1963–1965
10. Olavi Raustila, nagykövet 1965–1969
11. Martti Ingman, nagykövet 1969–1973
12. Paul Jyrkänkallio, nagykövet 1973–1977
13. Kaarlo Yrjö-Koskinen, nagykövet 1977–1979
14. Osmo Väinölä, nagykövet 1979–1985
15. Arto Mansala, nagykövet 1985–1989
16. Risto Hyvärinen, nagykövet 1989–1992
17. Pertti Torstila, nagykövet 1992–1996
18. Jaakko Kaurinkoski, nagykövet 1996–1998
19. Hannu Halinen, nagykövet 1998–2002
20. Pekka Kujasalo, nagykövet 2002–2007
21. Jari Vilén, nagykövet 2007–2012
22. Pasi Touminen, nagykövet 2012–2015
23. Petri Tuomi-Nikula, nagykövet 2016–2018
24. Markku Virri nagykövet 2018–2022
25. Pertti Anttinen nagykövet 2022–

## Hivatkozás
- A magyarországi finn nagykövetség honlapja
- A finn nagykövetség épülete A Mi Otthonunk című magazinban